# Chris O'Donnell
Christopher Eugene O'Donnell (født 26. juni 1970 i Winnetka i Illinois i USA ) er en amerikansk skuespiller, måske mest kendt for sine roller som Robin i Batmanfilmene, Batman Forever og Batman & Robin, Charlie Simms i Scent of a Woman, Finn Dandridge i Grey's Anatomy, og for nylig som Jack McAuliffe i The Company.
O'Donnell blev model i en alder af 13 år, men sluttede da han var 16 år og gik over til at lave reklamefilm i stedet. Da han var 17 år besluttede han sig for at stoppede, men blev overtalt af sin mor til at gå til audition på filmen Men Don't Leave. Hun lokkede ham med at købe en bil til ham, så han gjorde forsøget og fik rollen. Dette blev starten på hans karriere som filmskuespiller. I tillæg til film, har han også optrådt i flere Tv-serier, blandt andet i Grey's Anatomy.

## Rollen som Robin
Efter den succesrige Circle of Friends (1995), spillede O'Donnell Robin i Batman Forever. Han var angiveligt en del af et større antal kandidater, der inkluderede Leonardo DiCaprio, Matt Damon, Jude Law, Ewan McGregor, Corey Haim, Corey Feldman, Toby Stephens, og Scott Speedman. Producerne fandt frem til de enten ville caste DiCaprio eller O'Donnell i rollen. Til en tegneseriemesse, spurgte de en gruppe 11-årige-drenge, publikums målgruppen, hvilken skuespiller, der ville vinde i en nævekamp. Efter drengene tydeligt erklæarede O'Donnell som vinder, fik han med det samme tilegnet sig rollen. Ved at tilfælde skulle O'Donnell vise sig at være 20th Century Fox's favoritvalg til at spille Jack Dawson i Titanic, men DiCaprio endte med at få rollen.
O'Donnell medvirkede efterfølgende i filmen The Chamber fra 1996, baseret på John Grisham romanen. Efterfølgende genoptog han rollen som Robin i Batman efterfølgeren, Batman & Robin, i 1997. Selvom filmen indtjente mange penge, fik den dårlige anmeldelser og O'Donnell selv har kaldt det for et lavpunkt i sin karriere. Han blev dog i den periode overvejret tl at spille hovedrollen i Spider-Man, da projektet var under udvikling med James Cameron som instruktør i 1996. Tobey Maguire fik i sidste ende rollen.

### Personlige liv
I 1996, friede O’Donnell til sin kæreste Caroline Fentress. Han mødte hende på college; og de giftede sig i 1997.
Parret har sammen fem børn, tre sønner og to døtre: Lily Anne O'Donnell (født 6. september 1999), Christopher "Chip" Eugene O'Donnell Jr. (født 23. oktober 2000), Charles McHugh O'Donnell (født 11. juli 2003), Finley O'Donnell (født 24. marts 2006), og Maeve Frances O'Donnell (født. 10. december 2007).
O'Donnell er en udmærket golfspiller. Han deltog i en golfturnering for at tilegne sig penge til Motion Picture og Television Fund, der gjorde de fik $500,000 i år 2000.

## Filmografi
- 2009:NCIS: Los Angeles
- 2008:Max Payne
- 2006:Grey's Anatomy
- 2005:The Sisters
- 2004:Kinsey
- 2002:29 Palms
- 2000:Vertical Limit
- 1999:The Bachelor
- 1999:Cookie's Fortune
- 1997:Batman & Robin
- 1996:The Chamber
- 1996:In Love and War
- 1995:Batman Forever
- 1995:Mad Love
- 1995:Circle of Friends
- 1994:Blue Sky
- 1993:The Three Musketeers
- 1992:School Ties
- 1992:Scent of a Woman
- 1991:Stegte grønne tomater
- 1990:Men Don't Leave